# Reto Götschi
Reto Götschi (ur. 25 grudnia 1965 w Hausen am Albis) – szwajcarski bobsleista (pilot boba). Srebrny medalista olimpijski z Lillehammer.
Dwa razy startował na igrzyskach olimpijskich (IO 94, IO 98) i podczas pierwszego startu zajął drugie miejsce w dwójkach. Tworzył osadę z Guido Acklinem, razem byli również złotymi i brązowymi medalistami mistrzostw świata. Z Cédrikiem Grandem był srebrnym medalistą w 2001.
Götschi rozpoczął karierę w bobslejach w 1986 roku i zwrócił na siebie uwagę dzięki podczas Mistrzostw Świata Juniorów w 1991 roku. Jego pierwsze i prawdopodobnie największe międzynarodowe osiągnięcie miało miejsce podczas Zimowych Igrzysk Olimpijskich w 1994 roku, gdzie wraz z Acklinem zajął drugie miejsce, przegrywając tylko o 0,05 sekundy z bratem Acklina, Donatem i ich rodakiem Gustavem Wederem. 